# Dzwonkówka kosmkowata

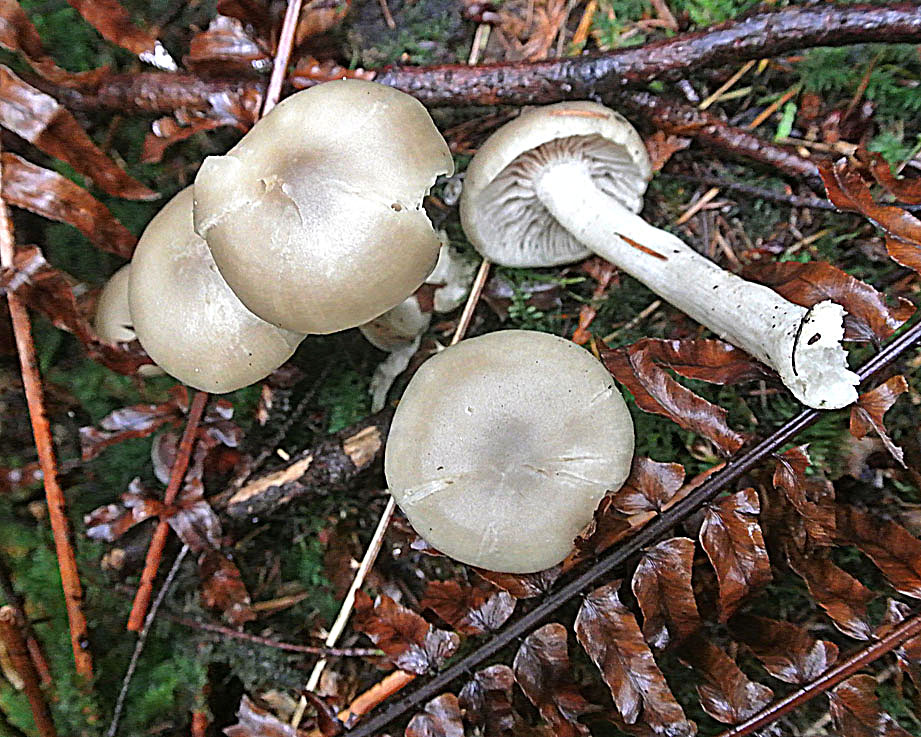

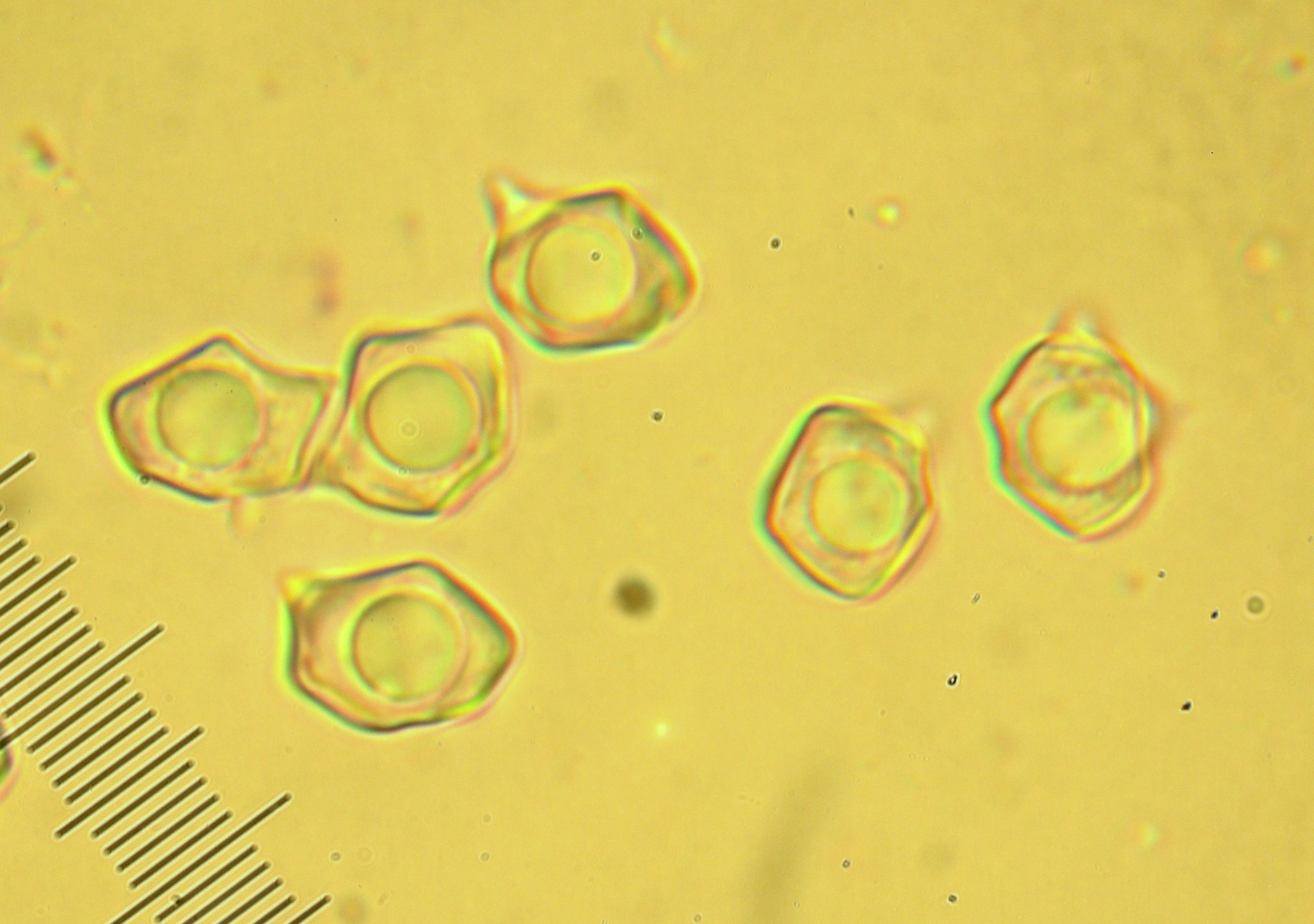
Zarodniki

Dzwonkówka kosmakowata (Entoloma sericellum (Fr.) P. Kumm.) – gatunek grzybów z rodziny dzwonkówkowatych (Entolomataceae).

## Systematyka i nazewnictwo
Pozycja w klasyfikacji według Index Fungorum: Entoloma, Entolomataceae, Agaricales, Agaricomycetidae, Agaricomycetes, Agaricomycotina, Basidiomycota, Fungi.
Po raz pierwszy takson ten zdiagnozował w 1818 r. Elias Fries, nadając mu nazwę Agaricus sericeus ß sericellus. Obecną, uznaną przez Index Fungorum nazwę nadał mu w 1871 r. Paul Kummer. Ma 33 synonimy. Niektóre z nich:
- Alboleptonia rubellotincta Largent & Watling 1986
- Alboleptonia sericella (Fr.) Largent & R.G. Benedict 1970
- Eccilia carneoalba (With.) Quél. 1880
- Leptonia sericella (Fr.) Barbier 1911
- Rhodophyllus carneoalbus (With.) Quél. 1886
- Rhodophyllus sericellus (Fr.) Quél. 1886[2].

W 1898 r. Stanisław Chełchowski nadał mu polską nazwę wieruszka (bedłka) kosmkowata, w 2003 r. Władysław Wojewoda zmienił ją na dzwonkówka kosmkowata.

## Morfologia
Kapelusz
Kapelusz o średnicy 1–4,5 cm, początkowo głęboko wypukły, potem rozszerzający się do szeroko wypukłego, na koniec wklęsły lub wzniesiony. Brzeg czasami falisty, za młodu podwinięty, z wiekiem wypłaszczony. Powierzchnia włókienkowata, czasami wydająca się jedwabista, o barwie od białej do kremowo-płowej, sporadycznie siniejąca, bladołososiowa do kremowożółtej.
Blaszki
Przyrośnięte, karbowane, gęste, cienkie, stosunkowo wąskie, o szerokości do 4 mm szerokości, w młodości białe do kremowych, z wiekiem zabarwione na różowo od dojrzewających zarodników. Występują międzyblaszki do 3-rzędu.
Trzon
Wysokość 2,5–5,5 cm, grubość 0,4–0,8 cm, kruchy, chrzęstny, mniej więcej równy, początkowo pełny, po osiągnięciu dojrzałości pusty, walcowaty, czasami podłużnie rowkowany. Powierzchnia pna szczycie oprószona, gdzie indziej niepozornie prążkowana z rozsianymi bawełnianymi łuskami, biała, delikatnie kosmkowata. Brak częściowej osłony.
Wysyp zarodników
Różowy. Zarodniki 9,0-11,5 × 7,0-8,5 µm, kanciaste, z widoczną porą rostkową.

## Występowanie i siedlisko
Występuje na wszystkich kontynentach z wyjątkiem Afryki i Antarktydy. W Europie jest bardzo szeroko rozprzestrzeniony, występuje od Morza Śródziemnego po północne krańce Półwyspu Skandynawskiego i od Grenlandii po wschodnie krańce Europy. W Polsce W. Wojewoda w 2003 r. przytoczył liczne stanowiska z uwagą, że jej rozprzestrzenienie i stopień zagrożenia nie są znane. W internetowym atlasie grzybów jest umieszczona w rejestrze gatunków zagrożonych i wartych objęcia ochroną.
Grzyb naziemny, prawdopodobnie mykoryzowy. Występuje wśród traw na łąkach, pastwiskach, w zaroślach, przy drogach i w lasach, zwłaszcza w olsach. Owocniki pojawiają się najczęściej od sierpnia do września.